# Return of the Living Dead 3
Return of the Living Dead 3 is een Amerikaanse horrorfilm uit 1993 onder regie van Brian Yuzna. Het is de derde film in de Return of the Living Dead-filmserie. Anders dan de eerste twee delen uit de reeks is het geen komedie.

## Synopsis
Curt en zijn vriendin Julie zien bij toeval het bizarre experiment van Curt's vader. Deze wil door middel van een gas de doden tot leven wekken. De test gaat mis en kolonel Reynolds zal worden overgeplaatst. Omdat dit ook verhuizen betekent krijgen vader en zoon een schermutseling waarna zoonlief met zijn vriendin op de motor vertrekt. Tijdens een ongeluk komt Julie om het leven waarop Curt besluit het experiment van zijn vader te gebruiken om zijn geliefde te reanimeren.

## Rolverdeling
| Acteur           | Personage          |
| ---------------- | ------------------ |
| Kent McCord      | Col. John Reynolds |
| Melinda Clarke   | Julie Walker       |
| J. Trevor Edmond | Curt Reynolds      |
| James Callahan   | Col. Peck          |
| Sarah Douglas    | Lt. Col. Sinclair  |
| Abigail Lenz     | Mindy              |
| Basil Wallace    | Riverman           |
| Jill Andre       | Dr. Beers          |
| Billy Kane       | Waters             |
| Mike Moroff      | Santos Morales     |
| Fabio Urena      | Mogo Entvaz        |
| Pia Reyes        | Alicia Kitsing     |
| Sal Lopez        | Felipe Hernandez   |
| Dana Lee         | Captain Ping       |
| Anthony Hickox   | Dr. Hickox         |